# 1871 en Italie
Chronologie de l'Italie
- 1867
- 1868
- 1869
- 1870
- 1871
- 1872
- 1873
- 1874
- 1875

Chronologie de l'Europe

## Événements

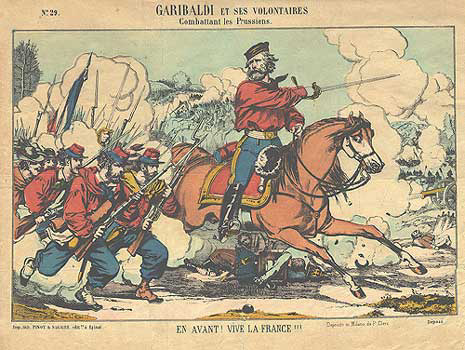
Janvier : expédition de Dijon

- 21-23 janvier : expédition de Garibaldi à Dijon[1].
- 3 février : loi qui transfère la capitale du royaume d'Italie de Florence à Rome[2].
- 13 mai : après la chute des États pontificaux et la perte de Rome, l'inviolabilité de la personne du pape et sa jouissance du Vatican sont reconnues officiellement par la loi des Garanties : Le pape obtient les honneurs souverains et la jouissance avec droits d’exterritorialité, du Vatican, de la basilique du Latran et de la villa de Castel Gandolfo ainsi qu’une dotation de 3 225 000 lires par an[3].

- 15 mai : par l'encyclique Ubi nos, Pie IX refuse la loi des Garanties et se considère comme « prisonnier au Vatican »[4]. Il lance l’excommunication majeure contre les spoliateurs du Saint-Siège et refuse tout contact avec l’État italien qu’il ne reconnaît pas[5].
- 30 juin : Rome est proclamée capitale du royaume d'Italie[5].
- 2 juillet : Victor-Emmanuel II entre triomphalement dans Rome[6].
- 17 septembre : inauguration de la liaison ferroviaire du mont-Cenis[7].
- 28 décembre : l'inventeur italien Antonio Meucci dépose à l'office des brevets américain un avis de brevet renouvelable chaque année pour le teletrofono, un téléphone électrique. Malade, il ne renouvelle pas son option de brevet en 1874[8].

- 6 710 km de chemin de fer[9].

## Naissances en 1871
- 14 novembre : Ruggero Ruggeri, acteur de théâtre et de cinéma. († 20 juillet 1953)

## Décès en 1871
- 20 février : Tito Marzocchi de Bellucci, 69 ans, peintre français d'origine italienne. (° 25 juin 1801)
- 20 mars : Antonio Buzzolla, 56 ans, compositeur et chef d'orchestre, maestro di cappella de la Basilique Saint-Marc, à Venise. (° 2 mars 1815)
- 5 avril : Paulo Savi, 72 ans, géologue et ornithologue. (° 11 juillet 1798)